# Thecla catharinensis
Thecla catharinensis är en fjärilsart som beskrevs av Clench 1945. Thecla catharinensis ingår i släktet Thecla och familjen juvelvingar. Inga underarter finns listade i Catalogue of Life.